# Satzungsstrenge
Als Satzungsstrenge bezeichnet man den im deutschen Aktienrecht durch § 23 Abs. 5 AktG normierten Grundsatz, nur dann eine vom Gesetz abweichende Regelung in der Satzung einer Aktiengesellschaft zuzulassen, wenn  im Gesetz für den konkreten Einzelfall eine dementsprechende Ausnahme ausdrücklich formuliert ist. Die Satzungsstrenge ist Ausdruck des im Aktiengesetz herrschenden Grundsatzes der Unabdingbarkeit der gesetzlichen Bestimmungen. Dagegen geht das GmbH-Gesetz wie auch das Recht der Personenhandelsgesellschaften von der Dispositivität seiner Regelungen aus.
In Österreich hingegen ist das Prinzip der Satzungsstrenge seit einer Entscheidung des Obersten Gerichtshofs aus 2013 nicht mehr wie in Deutschland gültig.

## Beispiele
- § 179 Abs. 2 S. 2 AktG erlaubt für den Fall der Beschlussfassung über eine Satzungsänderung ein, von der in S. 1 ebendieser Vorschrift verlangten Dreiviertelmehrheit abweichendes Mehrheitserfordernis aufzustellen.